# Dobra (Bolesławiec)

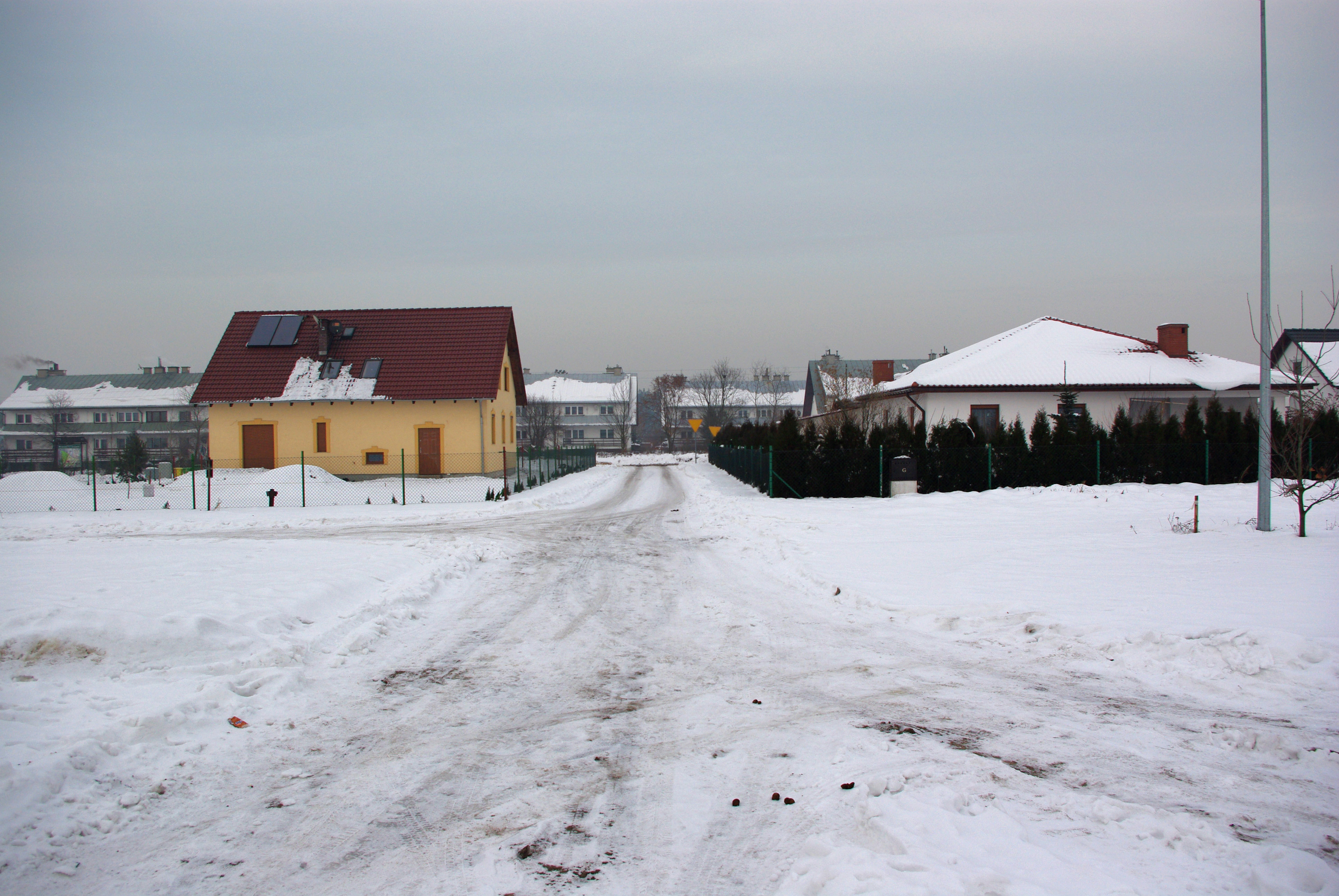
Dobra im Winter (2010)

Dobra (deutsch Dobrau) ist ein Ort in der Landgemeinde Bolesławiec (Bunzlau) im Powiat Bolesławiecki der Woiwodschaft Niederschlesien in Polen.

## Lage
Dobra liegt vier km nordwestlich vom Stadtzentrum von Bolesławiec. Die A4 verläuft zwei km nordwestlich. Der Bober, ein linker Nebenfluss der Oder, verläuft drei km östlich. Breslau liegt 108 km westlich des Dorfes.

## Geschichte
Von 1975 bis 1998 gehörte das Dorf im Rahmen der Landgemeinde Bolesławiec zur Woiwodschaft Jelenia Góra.